# Wiener Hofburg Orchester
La Wiener Hofburg Orchester ((IT) : L'orchestra dell'Hofburg Vienna) e una orchestra austriaca con sede a la città di Vienna.
L'orchestra è stata fondata dal direttore d'orchestra Gert Hofbauer nel 1971 e si compone di 36 musicisti professionisti da tutte le importanti orchestre di Vienna e cantanti solisti internazionali: Andrea Olah (Soprano), Kayo Takemura (Soprano), Ella Tyran (Soprano), Elena Suvorova (Mezzosoprano), Oskar Hillebrandt (Baritono), Georg Lehner (Baritono), Peter Edelmann (Baritono) e Bohan Choe (Tenor). L'orchestra organizza concerti nelle sale di Hofburg e la Konzerthaus di Vienna.
L'obiettivo dell'orchestra è "quello di conservare la musica del valzer e dell'operetta viennesi e farla conoscere a tutto il mondo". Così il programma dell'orchestra è composto di valzer viennese e melodie operette di Johann Strauss, Franz Lehár e Emmerich Kálmán insieme con arie e duetti d'opera di Wolfgang Amadeus Mozart.
La stagione concertistica dell'orchestra dura da maggio alla metà di ottobre e dalla metà di ottobre alla fine di dicembre. Ogni anno l'orchestra si esibisce concerti tradizionali di San Silvestro e Capodanno il 31 dicembre e il 1º gennaio nelle sale delle feste dell'Hofburg di Vienna.

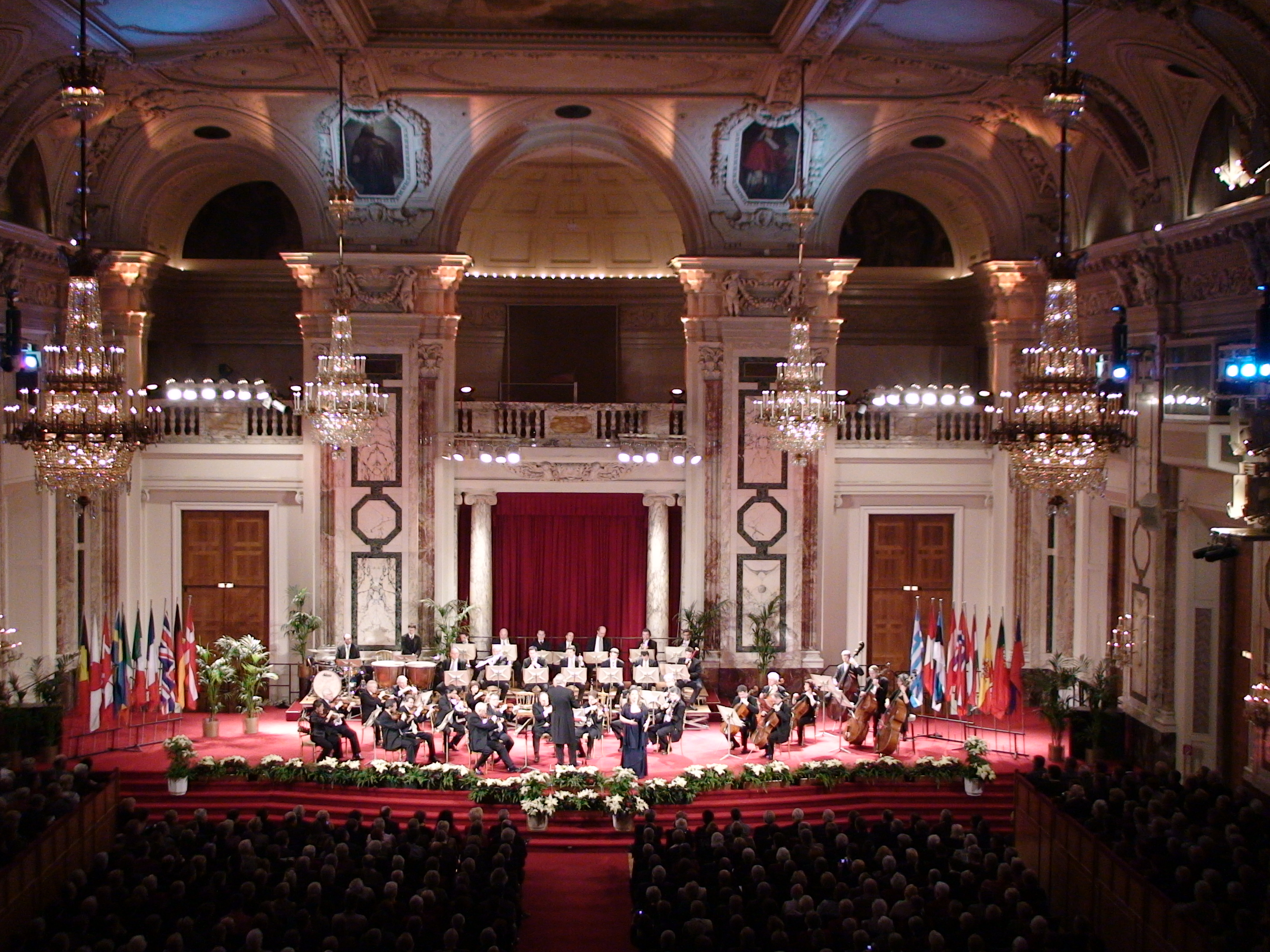
Concerto nella grande Festsaal (Sala delle feste) dell'Hofburg (2007).
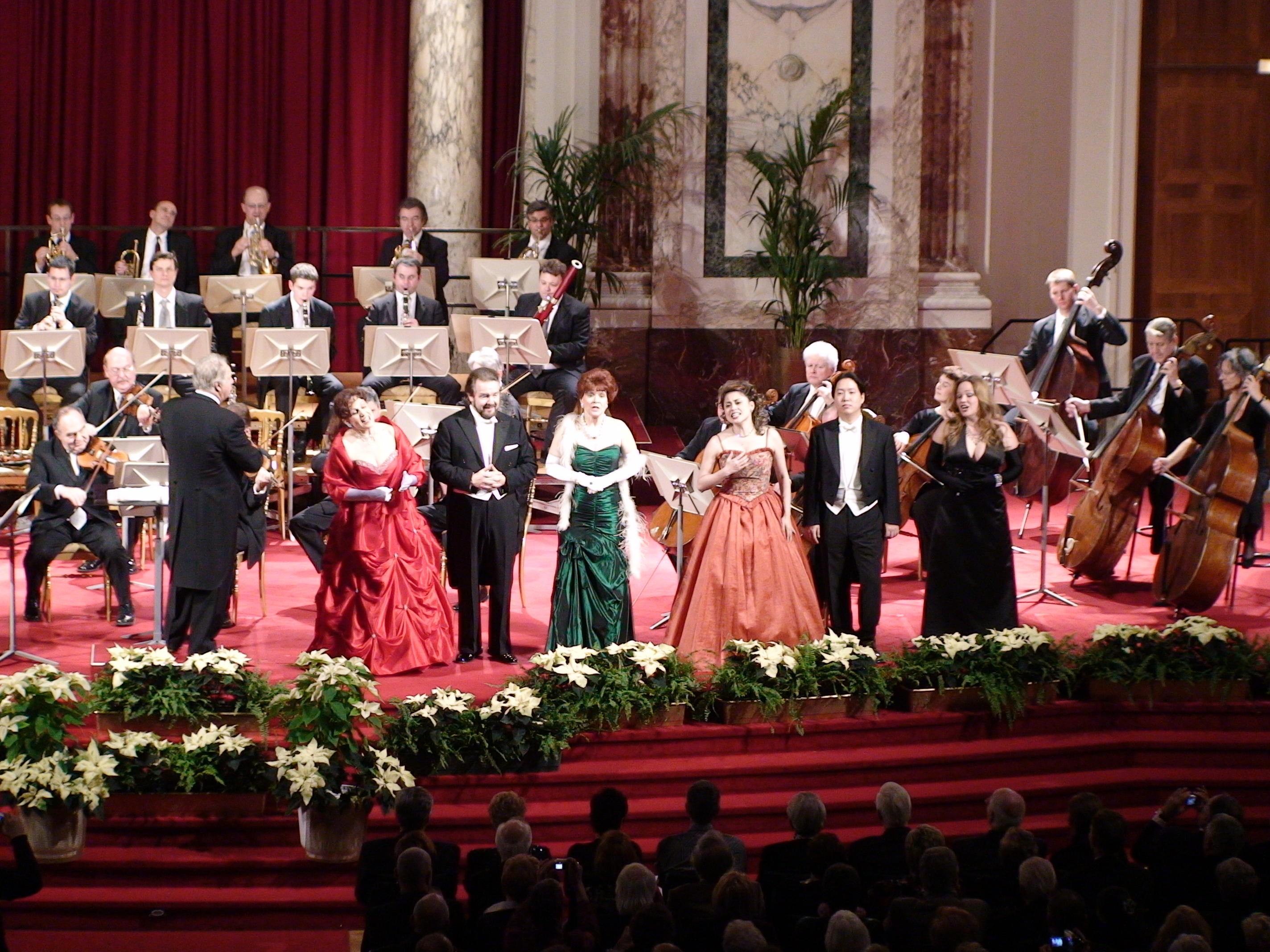
I cantanti solisti dell' Hofburg Orchester (2007).
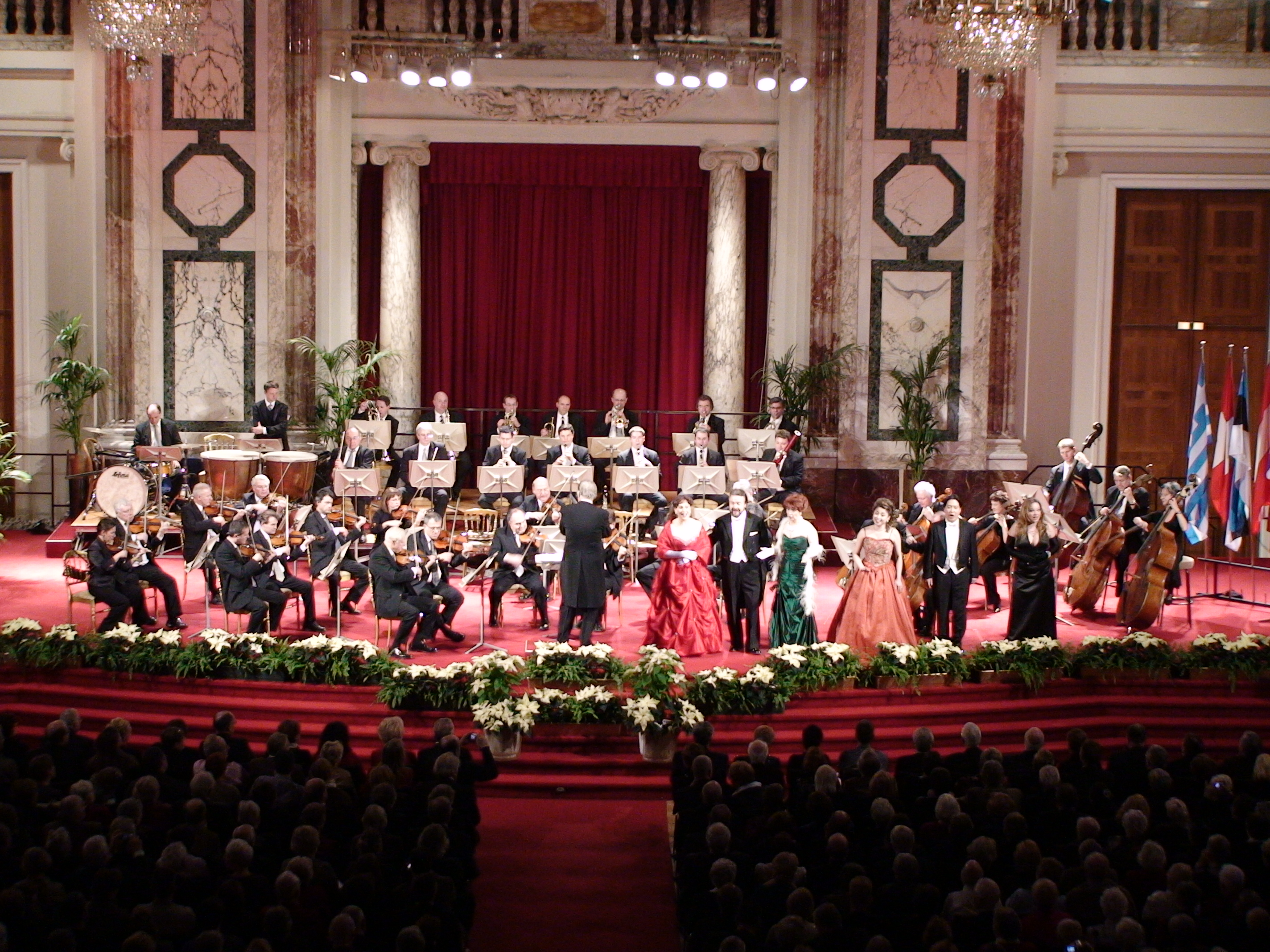
L'assieme dell' Hofburg Orchester nella grande Festsaal (2007).

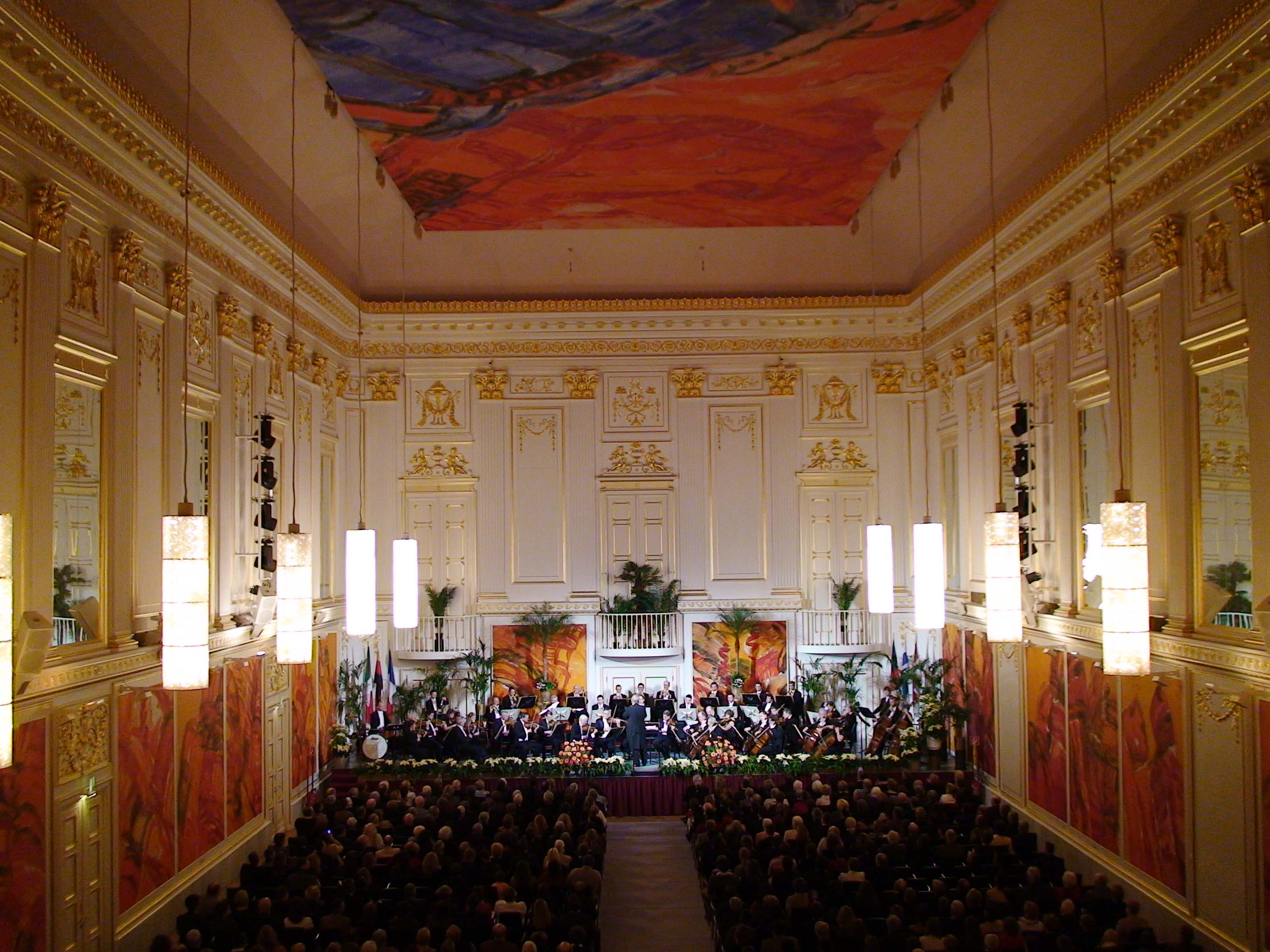
Concerto nella Grosser Redoutensaal (Sala grande della Redoute)(2008).
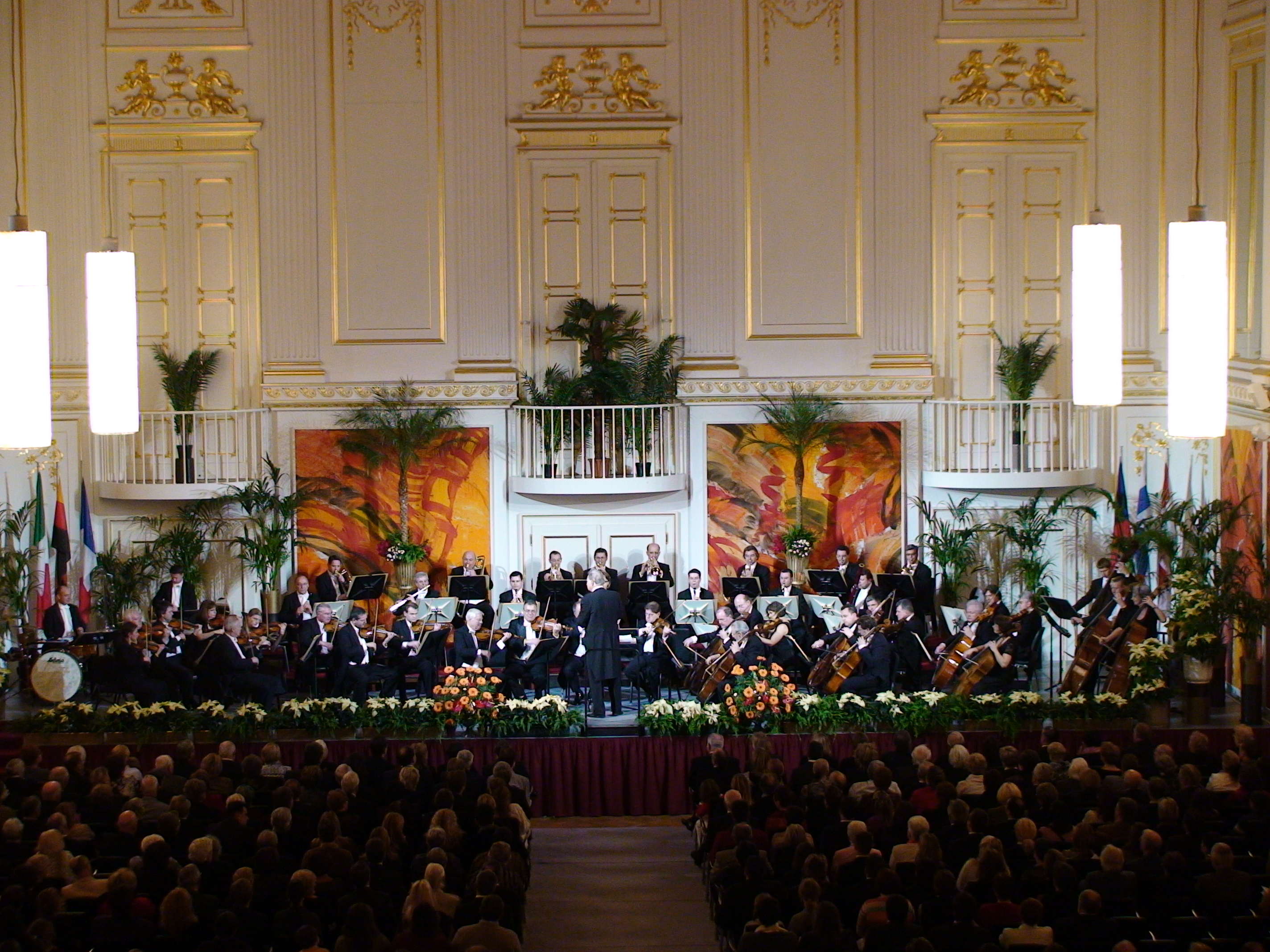
L'assieme nella Sala grande della Redoute (2008).
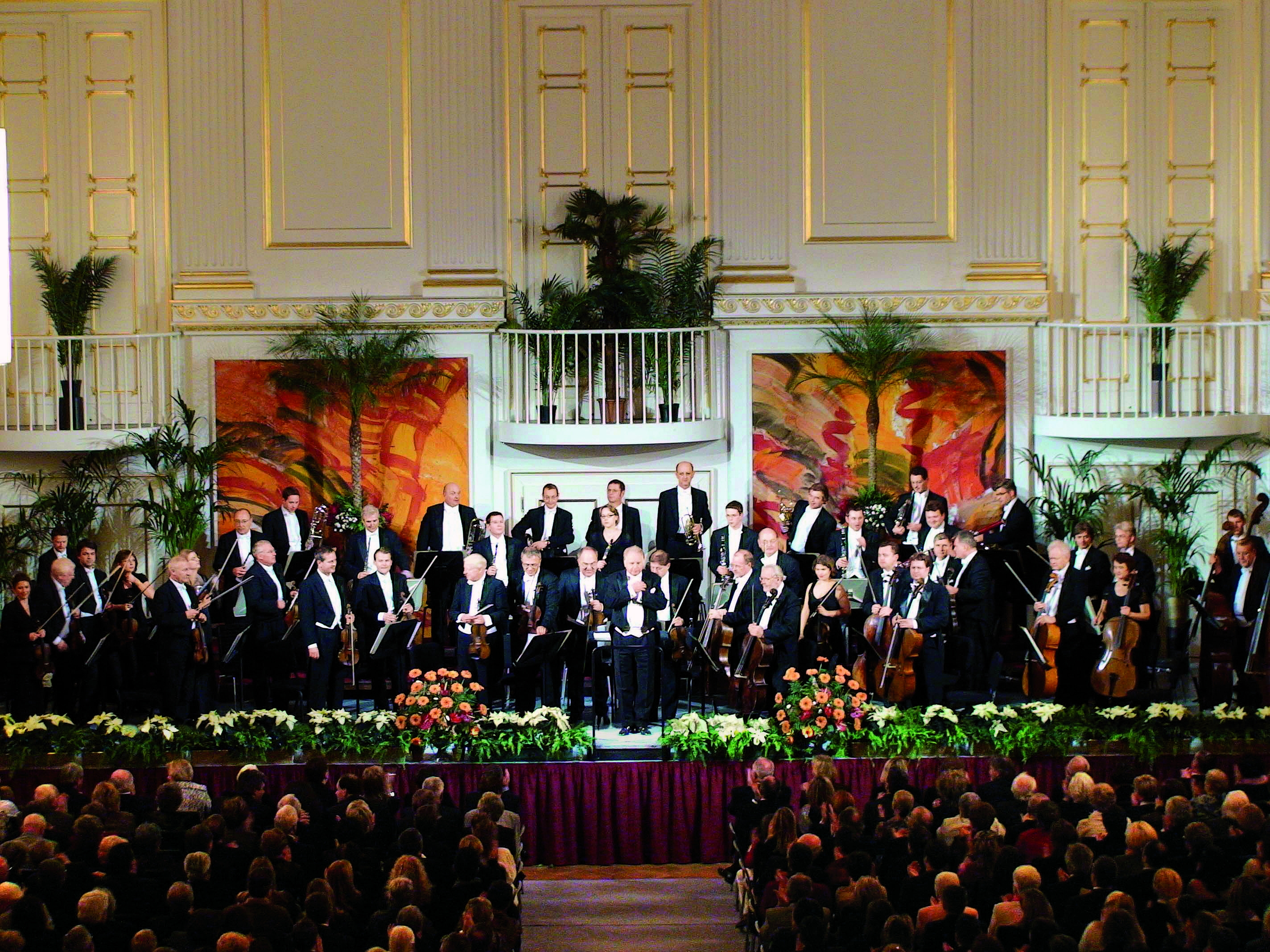
L'assieme e direttore d'orchestra Gert Hofbauer (2008).